# Mass Effect: Andromeda
Mass Effect: Andromeda is een actierollenspel ontwikkeld door BioWare en uitgebracht door Electronic Arts voor PlayStation 4, Xbox One en Windows. Het spel werd wereldwijd uitgebracht in maart 2017. Het is het vierde deel in de Mass Effect-serie.

## Plot
Het spel begint in de Melkweg tijdens de 22e eeuw, wanneer de mensheid van plan is om nieuwe werelden te bevolken in de Andromedanevel als onderdeel van een strategie, het Andromeda Initiative. De speler neemt de rol aan van Scott of Sara Ryder, een onervaren militaire rekruut die zich aansluit bij het Initiative en wakker wordt in Andromeda na een 600 jaar durende reis.

## Ontvangst
Het spel kreeg gemengde recensies en werd minder goed ontvangen dan voorgaande delen. De gevechten in Andromeda werden geprezen als beste onderdeel in het spel, kritiek was er vooral op de saaiheid en technische problemen. Ook zou het verhaal te veel afwijken van de oorspronkelijke trilogie. PC Gamer vond de graphics verbluffend, en GameSpot merkte op dat de spelwereld "adembenemend en uitdagend is om te verkennen.", maar plaatste als kanttekening dat er te veel herhalingen en inconsequente missies zijn.
Uiteindelijk werd Mass Effect: Andromeda het derde bestverkochte spel van maart 2017.
| Publicatie    | Score                                  |
| ------------- | -------------------------------------- |
| Metacritic    | 72/100 (PC) 71/100 (PS4) 76/100 (XOne) |
| Destructoid   | 6,5/10                                 |
| Game Informer | 8/10                                   |
| GameSpot      | 6/10                                   |
| IGN           | 7,7/10                                 |
| Polygon       | 7,5/10                                 |